# Alberic (Valencia)
Alberic (Spanisch: Alberique) ist eine Gemeinde in der spanischen Provinz Valencia. Sie befindet sich in der Comarca Ribera Alta. Sie liegt nahe der Stadt Alzira.

## Geografie
Das Gemeindegebiet von Alberic grenzt an das der folgenden Gemeinden: Benimuslem, Masalavés, Antella, Gabarda, Villanueva de Castellón und Carcagente, die alle in der Provinz Valencia liegen. 

## Wirtschaft
Derzeit ist die wichtigste wirtschaftliche Aktivität die Landwirtschaft (Orangenhaine haben den Reis verdrängt), aber die Industrie wurde wichtiger, seit 1997 ein Industriegebiet eröffnet wurde.